# Mnożyca szuwarówka
Mnożyca szuwarówka (Coccidula scutellata) – gatunek chrząszcza z rodziny biedronkowatych (Coccinellidae).

## Opis
Ciało imago wydłużone, spłaszczone, o długości 2,5-3 mm oraz pokryte krótkimi szczecinkami. Ubarwienie na części wierzchniej czerwonorude lub żółtopomarańczowe, na spodzie głównie czarne. Głowa wyposażona w duże czarne oczy oraz długie czułka złożone z jedenastu członów, z których trzy ostatnie tworzą luźne i niesymetryczne buławki. Warga górna duża i wypukła, gęsto porośnięta włoskami. Przedplecze węższe od pokryw, o łukowato wygiętych brzegach bocznych. Na każdej z pokryw trzy ciemne plamy, z czego jedna znajduje się przy tarczce, a dwie kolejne obecne są w połowie długości pokryw i często zlewają się ze sobą. Odnóża czerwonorude, z wąskimi u podstawy pazurkami stóp, zakończonymi cienkim i szpiczastym zębem.

## Biologia
Zamieszkują otwarte tereny podmokłe. Spotykane wśród szuwarów, wilgotnych łąk czy torfowisk na liściach trzcin i tataraków, często w towarzystwie innych bagiennych biedronkowatych, takich jak trzcinówki (Anisosticta novemdecimpunctata) i czerwonki trzynastokropki (Hippodamia tredecimpunctata). Imagines i larwy afidofagiczne, żerują na koloniach na przykład mszycy śliwowo-trzcinowej (Hyalopterus pruni). Obserwowane najczęściej od kwietnia do października. Wiosną samice składają jaja na roślinach żywicielskich mszyc. Larwy wykluwają się w czerwcu lub lipcu. Zimują postacie dorosłe, w ściółce lub pod korą starych drzew, szczególnie wierzb.

## Występowanie
Gatunek palearktyczny. Rozpowszechniony w całej Europie, jednak wyraźnie rzadszy na północy kontynentu. Notowany z Afryki Północnej (Maroko) oraz Azji Środkowej i zachodniej części Syberii.
W Polsce występuje pospolicie na terenie całego kraju.